# ポズナン市立競技場
ポズナン市立競技場（波: Stadion Miejski w Poznaniu）はポーランドのポズナンにあるサッカー専用球技場である。
1980年に完成。2003年から7年間4期に分けて改修工事が行われた。2012年開催のUEFA EURO 2012では3試合が開催された。また2011年にはRed Bull X-Fightersも開催された。
UEFA EURO 2012終了後はレフ・ポズナンのホームスタジアムとして使用される。